# Henrik Svensmark

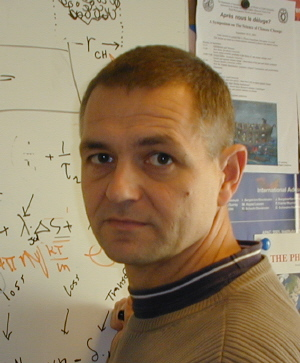
Henrik Svensmark

Henrik Svensmark (ur. 1958) – fizyk pracujący w Duńskim Narodowym Instytucie Przestrzeni znany z badań wpływu promieniowania kosmicznego na tworzenie się chmur. Jego prace wywołały kontrowersje w kwestii globalnego ocieplenia. Kwestionują one naukowy konsensus o wpływie antropogenicznego efektu cieplarnianego na klimat, faworyzując aktywność słoneczną.

## Kariera
Svensmark jest dyrektorem Centrum badań słońca i klimatu w Duńskim instytucie badań przestrzeni (DSRI). Był także pracownikiem naukowym University of California, Berkeley, Nordic Institute for Theoretical Physics oraz w Niels Bohr Institute.
W 1997 Svensmark oraz Eigil Friis-Christensen napisali pracę dotyczącą wpływu promieniowania kosmicznego na zmiany klimatu, w którym uważają, że wiatr słoneczny ma największy wpływ na te zmiany. Później hipotezę nazwali kosmoklimatologią. Hipoteza była dyskutowana przez Dickinsona.
W 2007 roku Svensmark i Nigel Calder opublikowali książkę The Chilling Stars: A New Theory of Climate Change, w której dyskutują hipotezę zmian klimatycznych wywołanych przez promienie kosmiczne.
Dokumentalny film na temat hipotezy Henrik Svensmarks, The Cloud Mystery, został pokazany przez MortensenFilm.dk w początkach 2008 roku.
Mike Lockwood z Rutherford Appleton Laboratory oraz Claus Froehlich z World Radiation Center w Szwajcarii opublikowali artykuł 2007, w którym twierdzą, że od 1985 roku wzrost średniej globalnej temperatury koreluje się słabo ze zmianami aktywności słonecznej.
Svensmark prowadzi badania mające wykazać związek powstawania chmur z promieniowaniem kosmicznym. W ramach projektu CLOUD przeprowadził eksperyment w CERN w którym mieszana gazów o składzie troposfery była bombardowana różnymi rodzajami promieniowania. Eksperyment nie wykazał jednak możliwości tworzenia się w ten sposób jąder kondensacji.

## Nagrody
- 2001, the Energy-E2 Research Prize
- 1997, Knud Hojgaard Anniversary Research Prize